# Гірськ
Гірськ — село в Україні, у Сновській міській громаді Корюківського району Чернігівської області. Населення становить 554 осіб. До 2016 орган місцевого самоврядування — Гірська сільська рада.

## Історія
У 1648—1781 роках село входило до складу Топальської сотні Стародубського полку Гетьманщини.
15 вересня 1656 року, під час перебування Богдана Хмельницького у гетьманській столиці — Чигирині, був виданий універсал, за яким села Гірськ, Клюси, Жовідь стали власністю Лаврентія Борозни.
12 червня 2020 року, відповідно до розпорядження Кабінету Міністрів України № 730-р «Про визначення адміністративних центрів та затвердження територій територіальних громад Чернігівської області», увійшло до складу Сновської міської громади.
19 липня 2020 року, в результаті адміністративно-територіальної реформи та ліквідації Сновського району, село увійшло до складу Корюківського району.

## Населення

### Мова
Розподіл населення за рідною мовою за даними перепису 2001 року:
| Мова       | Кількість | Відсоток |
| ---------- | --------- | -------- |
| українська | 571       | 97.61%   |
| російська  | 10        | 1.71%    |
| білоруська | 3         | 0.51%    |
| румунська  | 1         | 0.17%    |
| Усього     | 585       | 100%     |

## Відомі люди
Народилися:
- Авдієнко Максим Олександрович (1998—2018) — старший матрос Збройних сил України, учасник російсько-української війни.
- Борозна Іван Іванович (1720 — після 1784) — генеральний бунчужний, випускник Києво-Могилянської академії.